# Everett Barksdale
Pour les articles homonymes, voir Barksdale.
Everett Barksdale né le 28 avril 1910 à Détroit, mort le 29 janvier 1986 à Inglewood est un guitariste de jazz américain.

## Carrière
Il apprend la guitare après avoir joué du violon, de la contrebasse et du piano. Dans les années 1930 il fait tour à tour partie de l'orchestre d'Erskine Tate, de Clarence Moore et d'Eddie South avec lequel il fait une tournée en Europe en 1937.
Il est engagé en 1940 dans l'orchestre de Benny Carter, enregistre avec Sidney Bechet, puis travaille avec Cliff Jackson en 1942 et Lester Boone en 1944. Il monte en 1945 un quartette puis travaille dans l'orchestre de la CBS à New York. Il joue de 1949 à 1955 dans le trio d'Art Tatum. Il devient directeur musical du groupe vocal les The Ink Spots et à la fin des années 1950 il se remet à la contrebasse puis joue dans l'orchestre de Buddy Tate. Il travaille beaucoup ensuite pour des formations de studio à la télévision américaine.

## Source
- Philippe Carles, André Clergeat Dictionnaire du jazz Bouquins/Laffont 1990 p.59

## Discographie
- Sidney Bechet the chronological 1941-1944 vol.860 Classics
- Eddie South the chronological 1923-1937 vol.707 Classics
- Benny Carter the chronological 1940-1941 vol.631 Classics